# Langtüttin

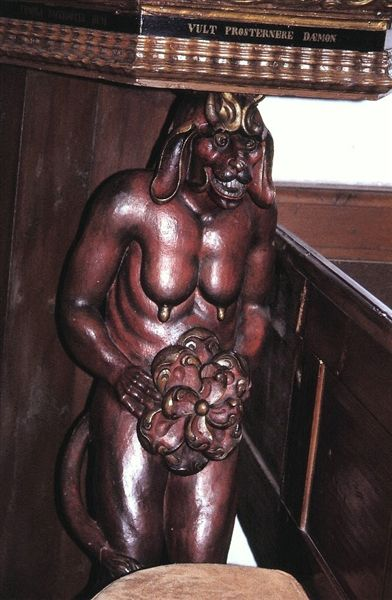
Eine vergleichbare Gestalt mit der Langtüttin sind nordische Slattenpatten

Die Langtüttin ist eine weibliche Dämonengestalt, die wegen ihrer langen, hängenden Brüste so genannt wird (althochdeutsch tutte steht für Zitze).
Der Name Langtüttin kommt aus der tirolischen Sagenwelt. In der ostmitteldeutschen Überlieferung spricht man vom Tittenwief (Zitzenweib) und in Ostpreußen von der Roggenmöhn. In der skandinavischen Folklore ist die Slattenpatte eine vergleichbare dämonische Gestalt.
Die Langtüttin zählt zu den Korndämonen und fungiert heute nur mehr als Kinderschreckfigur. Als solche läuft sie Kindern nach und bietet ihnen ihre Brüste an. Aus einer Brust fließt Milch und aus der anderen Eiter, manchmal auch Blut und Teer. Die Brüste können auch schwarz oder sogar aus Eisen sein. So sagt man in Norddeutschland Frau Anna Marlene Ittchen / mit ihren eisernen Tittchen. Für Kinder endet eine Begegnung mit der Langtüttin oft tödlich.
Um beim Verfolgen nicht von den langen Brüsten behindert zu werden, wirft die Langtüttin ihre Brüste über die Schultern.